# Norbert Rivasz-Tóth
Norbert Rivasz-Tóth (ur. 6 maja 1996 w Szolnoku) – węgierski lekkoatleta specjalizujący się w rzucie oszczepem.
Uczestnik mistrzostw świata juniorów w Barcelonie. W 2013 został wicemistrzem świata juniorów młodszych oraz był finalista mistrzostw Europy juniorów. W 2016 zawodnik wziął udział w eliminacjach konkursu rzutu oszczepem podczas mistrzostw Europy w Amsterdamie, uzyskując odległość 74,56. W 2017 zdobył złoty medal młodzieżowych mistrzostw Europy.
Reprezentant Węgier w pucharze Europy w rzutach i meczach międzypaństwowych.
Wielokrotny złoty medalista mistrzostw kraju.
Rekord życiowy: 83,42 (5 października 2019, Doha) były rekord Węgier.

## Osiągnięcia
| Rok  | Impreza                                  | Miejsce               | Pozycja           | Wynik |
| ---- | ---------------------------------------- | --------------------- | ----------------- | ----- |
| 2012 | Mistrzostwa świata juniorów              | Barcelona             | 12. miejsce       | 66,12 |
| 2013 | Zimowy puchar Europy w rzutach           | Castellón de la Plana | 7. miejsce        | 71,68 |
| 2013 | Mistrzostwa świata juniorów młodszych    | Donieck               | 2. miejsce        | 78,27 |
| 2013 | Mistrzostwa Europy juniorów              | Rieti                 | 6. miejsce        | 72,41 |
| 2014 | Zimowy puchar Europy w rzutach           | Leiria                | 8. miejsce (U-23) | 68,03 |
| 2014 | Mistrzostwa świata juniorów              | Eugene                | el. – 15. miejsce | 66,02 |
| 2015 | Zimowy puchar Europy w rzutach           | Leiria                | 8. miejsce (U-23) | 70,82 |
| 2016 | Puchar Europy w rzutach                  | Arad                  | 2. miejsce (U-23) | 77,70 |
| 2016 | Mistrzostwa Europy                       | Amsterdam             | el. – 27. miejsce | 74,56 |
| 2017 | Puchar Europy w rzutach                  | Las Palmas            | 2. miejsce (U-23) | 79,04 |
| 2017 | II liga drużynowych mistrzostw Europy    | Tel Awiw              | 3. miejsce        | 76,25 |
| 2017 | Młodzieżowe mistrzostwa Europy           | Bydgoszcz             | 1. miejsce        | 83,08 |
| 2017 | Mistrzostwa świata                       | Londyn                | el. – 21. miejsce | 78,76 |
| 2017 | Uniwersjada                              | Tajpej                | 6. miejsce        | 78,42 |
| 2018 | Puchar Europy w rzutach                  | Leiria                | 2. miejsce (U-23) | 80,26 |
| 2018 | Mistrzostwa Europy                       | Berlin                | el. – 27. miejsce | 69,94 |
| 2019 | Puchar Europy w rzutach                  | Šamorín               | 1. miejsce        | 76,11 |
| 2019 | Uniwersjada                              | Neapol                | 5. miejsce        | 77,71 |
| 2019 | I liga drużynowych mistrzostw Europy     | Sandnes               | 3. miejsce        | 77,04 |
| 2019 | Mistrzostwa świata                       | Doha                  | 9. miejsce        | 79,73 |
| 2021 | Puchar Europy w rzutach                  | Split                 | 10. miejsce       | 75,12 |
| 2021 | Igrzyska olimpijskie                     | Tokio                 | el. – 22. miejsce | 77,76 |
| 2023 | II dywizja drużynowych mistrzostw Europy | Chorzów               | 4. miejsce        | 78,25 |
| 2024 | Mistrzostwa Europy                       | Rzym                  | el. – 24. miejsce | 71,32 |